# Кольцо Куммера
В общей алгебре кольцо Куммера {\displaystyle \mathbb {Z} [\zeta ]} — это подкольцо кольца комплексных чисел, каждый элемент которого имеет вид
{\displaystyle n_{0}+n_{1}\zeta +n_{2}\zeta ^{2}+...+n_{m-1}\zeta ^{m-1}\ }
где {\displaystyle \zeta } — корень степени m из единицы, то есть {\displaystyle \zeta =e^{2\pi i/m}\ }, и все {\displaystyle n_{k}} целые.
Кольцо Куммера является расширением {\displaystyle \mathbb {Z} } кольца целых, отсюда и обозначение {\displaystyle \mathbb {Z} [\zeta ]}. Поскольку минимальным многочленом для {\displaystyle \zeta } является m-й круговой многочлен, кольцо {\displaystyle \mathbb {Z} [\zeta ]} является расширением степени {\displaystyle \phi (m)}, где {\displaystyle \phi } обозначает функцию Эйлера.
Попытка представить кольцо Куммера на диаграмме Арганда может дать нечто подобное гигантской карте эпохи возрождения с розами ветров и локсодромами.
Множество единиц кольца Куммера содержит {\displaystyle \{1,\zeta ,\zeta ^{2},\ldots ,\zeta ^{m-1}\}}. По теореме Дирихле о единицах существуют единицы бесконечного порядка, за исключением случаев {\displaystyle m=1,2} (в этих случаях мы имеем обычное кольцо целых), а также случая {\displaystyle m=4} (гауссовы целые числа) и случаев {\displaystyle m=3,6} (целые числа Эйзенштейна).
Кольца Куммера названы в честь Эрнста Куммера, который изучал единственность разложения их элементов.